# Międzynarodowy Festiwal Filmowy w San Francisco
Międzynarodowy Festiwal Filmowy w San Francisco (ang. San Francisco International Film Festival, SFIFF) – festiwal filmowy organizowany od 1957 w San Francisco przez San Francisco Film Society.